# 汉娜·罗
汉娜·罗（英語：Hannah Rowe，1996年10月3日—），生于北帕默斯顿，新西兰女子板球运动员。她曾代表新西兰国家队参加2022年英联邦运动会板球比赛，获得一枚铜牌。